# NGC 965
NGC 965 es una galaxia espiral (Sc) situada en la dirección de la constelación de Cetus. Posee una declinación de -18° 38' 25" y una ascensión recta de 2 horas, 32 minutos y 25,1 segundos.
La galaxia fue descubierta por el astrónomo estadounidense Ormond Stone en 1886.